# جوشن صغیر
دعای جوشَن صغیر (به عربی: ٱلْجَوْشَن ٱلصَّغِير) دعایی است برای شیعیان که شیخ عباس قمی در مفاتیح‌الجنان آن را بنابر نسخه بلدالامین نقل کرده‌است.
جوشن صغیر دعایی است که در کتابهای معتبر به شرحی گسترده‌تر از شرح جوشن کبیر نقل شده، و کفعمی در حاشیه کتاب بلدالامین فرموده که این دعا دعایی است بس بلند و پر ارج. این دعا در کتاب مهج الدعوات سیّد ابن طاووس نیز نقل شده ولی بین نسخه کفعمی و سیّد اختلاف وجود دارد.

## متن دعا
متن از کتاب بلدالامین ترجمه حسین انصاریان نقل شده‌است.
- بِسم اللهِ الرَحمنِ الرَحیم

به نام خدا که رحمتش بسیار و مهربانی‌اش همیشگی است
- اِلهی کَمْ مِنْ عَدُوٍّ انْتَضی عَلَیَّ سَیفَ عَداوَتِهِ وَشَحَذَ لی ظُبَةَ مِدْیَتِهِ وَاَرْهَفَ لی شَباحَدِّهِ وَدافَ لی قَواتِلَ سمُوُمِهِ وَسَدَّدَ اِلَیَّ صَوائِبَ سِهامِهِ وَلَمْ تَنَمْ عَنّی عَیْنُ حِراسَتِهِ وَاَضْمَرَ اَنْ یَسُومَنِی الْمَکْروْهَ وَیُجَرِّعَنی ذُعافَ مَرارَتِهِ نَظَرْتَ اِلی ضَعْفی عَنِ احتِمالِ الْفَوادِحِ،

خدایا چه بسیار دشمنی که شمشیر دشمنی‌اش را به روی من کشید، و لبه تیغش را بر من تیز کرد، و باریک نمود دم برنده اسلحه‌اش را و زهرهای کشنده‌اش را برای من درهم آمیخت و تیرهای بی‌خطایش را به سوی من نشانه گرفت و چشم نگهبانش از من به به خواب نرفت و نهانی بر آن است تا مرا در معرض امور ناخوشایند قرار دهد، و به من بچشاند زهر جگر سوزش را، خدایا به ناتوانی من نگریستی که تاب حوادث بزرگ را ندارم،
- وَعَجْزی عَنِ الاْنْتِصارِ مِمَّنْ قَصَدَنی بِمُحارَبَتِهِ وَوَحْدَتی فی کَثیرٍ مِمَّنْ ناوانی واَرْصَدَ لی فیما لَمْ اُعْمِلْ فِکْری فی الاْ رْصادِ لَهُمْ بِمِثْلِهِ فَاَیَّدْتَنی بِقُوَّتِکَ وَشَدَدْتَ اَزْری بِنُصْرَتِکَ وفَلَلْتَ لی حَدَّهُ وَخَذَلْتَهُ بَعْدَ جَمْعِ عَدیدِهِ وَحَشْدِهِ واَعْلَیْتَ کَعْبی عَلَیْهِ،